# Hradíšťko
Hradíšťko je malá vesnice, část obce Žeretice v okrese Jičín. Nachází se asi 1,5 km na východ od Žeretic. V roce 2009 zde bylo evidováno 30 adres. V roce 2001 zde trvale žilo 22 obyvatel.
Hradíšťko je také název katastrálního území o rozloze 1,38 km2.

## Historie
První písemná zmínka o obci pochází z roku 1372.

## Pamětihodnosti
- Kostel svatého Matouše, apoštola a evangelisty
- socha sv. Josefa s Ježíškem (před kostelem)